# 住民基本台帳閲覧制限条例
住民基本台帳閲覧制限条例（じゅうみんきほんだいちょうえつ
らんせいげんじょうれい）とは地方自治体の条例。
不当な目的による住民基本台帳の閲覧を制限することを目的としている。
かつては住民基本台帳の写しの閲覧は、企業等がダイレクトメールを送付する際の名簿作成のために活用するなど商業目的にも利用できた。また、ストーカーを始めとする犯罪に利用される事件も起きた。そのため、地方自治体からもプライバシーの観点から住民基本台帳の閲覧制限をする動きが出て、熊本市では2004年に全国初の住民基本台帳閲覧制限条例が制定され、同様の条例を制定する自治体も現れた。
このような動きを背景として、2006年11月1日に住民基本台帳法が改正され、国の法律によって全国的に閲覧が制限されるようになった。

## 関連書籍
- 宇賀克也「大量閲覧防止の情報セキュリティ」（地域科学研究会）